# Kokusai Ku-8
Kokusai Ku-8-II, (Tàu lượn vận tải đặc biệt Kokusai Kiểu 4), là một loại tàu lượn quân sự của Nhật Bản trong Chiến tranh thế giới II.

## Biến thể
- Ku-8I: Mẫu thử.
- Ku-8II: Tàu lượn vận tải quân sự. Phiên bản sản xuất.

## Quốc gia sử dụng
- Nhật Bản

## Tính năng kỹ chiến thuật
Đặc điểm tổng quát
- Sức chứa: 20 lính
- Chiều dài: 13.31 m (43 ft 8 in)
- Sải cánh: 23.20 m (76 ft 1 in)
- Trọng lượng có tải: 3,500 kg (7,720 lb)

Hiệu suất bay
- Vận tốc cực đại: 224 km/h (140 mph)
- Tầm bay: 300 km (190 dặm)